# Triuridaceae
Triuridaceae — родина тропічних і субтропічних квіткових рослин, що включає дев'ять родів із загалом приблизно 55 відомих видів. Усі члени не мають хлорофілу та є мікогетеротрофними (отримують їжу шляхом перетравлення внутрішньоклітинних грибів, які часто помилково називають «сапрофітами»). Гетеротрофний спосіб життя цих рослин призвів до втрати судин ксилеми та продихів і зменшення листя до лусочок.
Квітки Triuridaceae мають листочки оцвітини, які зрослися біля основи і містять від 10 до багатьох вільних плодолистків.

## Систематика
Обмежування Triuridaceae було нестабільним, і деякі таксони можуть бути парафілетичними.
Рід Lacandonia іноді поміщають у власну родину Lacandoniaceae.
Отже, включені роди:
- Kihansia Cheek
- Kupea Cheek & S.A.Williams
- Lacandonia E.Martínez & Ramos
- †Mabelia Gandolfo, Nixon et Crepet
- †Nuhliantha Gandolfo, Nixon et Crepet
- Peltophyllum Gardner (syn. Hexuris Miers)
- Sciaphila Blume (syn. Hyalisma Champion)
- Seychellaria Hemsl.
- Soridium Miers
- Triuridopsis H.Maas & Maas
- Triuris Miers